# T. J. 맥코넬

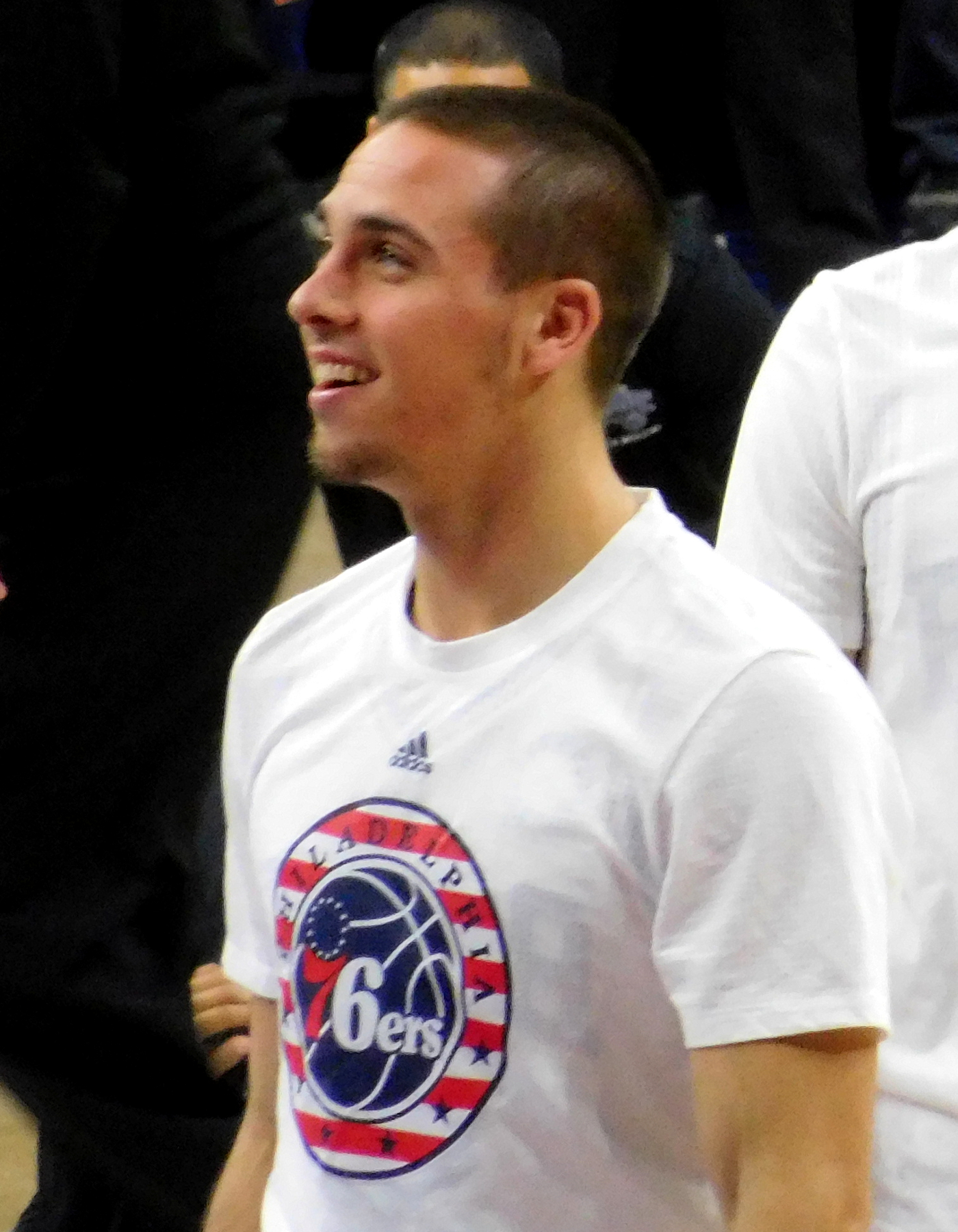
2015년 필라델피아 세븐티식서스에서의 모습

T. J. 맥코넬(T. J. McConnell, 본명: 티모시 존 맥코넬 주니어, Timothy John McConnell Jr., 1992년 3월 25일  ~ )는 전미 농구 협회(NBA) 인디애나 페이서스의 미국 프로 농구 선수이다. 듀케인 듀크스(Duquesne Dukes)와 애리조나 와일드캣츠(Arizona Wildcats)에서 대학 농구를 했다.

## 고등학교 경력
맥도넬은 펜실베이니아주 브리지빌의 피츠버그 지역 자치구에 있는 차티에 밸리(Chartiers Valley) 고등학교에 다녔으며 그곳에서 아버지 팀(Tim)을 위해 뛰었다. 4학년 때 팀 주장을 맡았던 그는 경기당 평균 34.2득점, 8.2리바운드, 9.1어시스트를 기록했고, 1군 올스테이트 영예를 얻었으며, AP통신이 선정한 펜실베니아 클래스 3A 올해의 선수로 선정되었고, 피츠버그 포스트가제트가 선정한 모든 스포츠의 해의 남자 선수로도 선정되었다. 콜츠를 29-2 기록, WPIAL 챔피언십으로 이끌었고, 필라델피아의 노이만-고레티(Neumann-Goretti)에게 패한 시니어로서 클래스 3A 주 챔피언십 경기에 출전했다.

## 대학 경력
2010-11년 듀케인의 신입생인 맥도넬은 32경기(30선발)에서 경기당 평균 10.8득점, 3.8리바운드, 4.4어시스트, 2.8스틸을 기록하여 2011 애틀랜틱 10 올해의 신입생 상을 받았다.
2011-12년 2학년 때 그는 경기당 평균 11.4득점, 4.4리바운드, 5.5어시스트, 2.8도루를 기록하여 듀크스가 16승 15패의 기록을 세울 수 있도록 도왔고 3팀 올 애틀랜틱 10 콘퍼런스의 영예와 A-10 전수비팀 1위 자리를 차지했다.
2012년 4월, 애리조나로 이적하여 NCAA 이적 규정으로 인해 2012-13 시즌에 출전하지 못하게 되었다. 맥도넬의 이적은 전국 챔피언십을 위해 경쟁하려는 열망에서 이루어졌다.
2013-14 시즌에 맥도넬은 팀 동료 브랜든 애쉴리(Brandon Ashley)가 발을 다쳐 나머지 시즌 동안 결장하기 전에 와일드캣츠를 21-0 기록으로 이끌고 시즌을 시작하도록 도왔다. 시즌은 와일드캣츠의 엘리트 8 출연으로 정점에 달했다. 선배로서 맥도넬은 1군 올 팩 12(All-Pac-12)로 뽑혔고 팩-12 올 디펜스 팀에 지명되었으며 애리조나를 엘리트 에이트(Elite Eight)에 또 다른 모습으로 이끄는 데 도움을 주었다.